# Порфирий Газки
Порфирий (на гръцки: Πορφύριος, Порфириос, на латински: Porphyrius – Порфириус) е източноримски духовник, епископ на Газа от 395 до 420 година.
Известен е с усилията си за християнизиране на езическия Газа и разрушаването на храмовете му. Порфирий е известен единствено от Житието му от Марк Дякон.